# Spetssandbi
Spetssandbi (Andrena apicata) är en art i insektsordningen steklar som tillhör överfamiljen bin och familjen grävbin.

## Beskrivning
Spetssandbiet har svart kropp men har gles behåring i avvikande färg. Denna är gulbrun för honan med undantag för huvudet, tergiterna 4 och 5 och tofsar på ben och fötter, som är brunsvarta. Hanen har mer eller mindre gråvit behåring med undantag för kinder, hjässa, haka, bakre delen av mellankroppen och tergiterna 3 till 5, där även denna är brunsvart. Honan är kraftigare än hanen, och blir 12 till 14 mm lång; hon känns även igen på att bakbenens höfter har en pollenkorg av långa, böjda hår, som hon använder när hon samlar pollen till larverna. Hanen är slankare och mindre, med en kroppslängd på 10 till 12 mm. Han har dessutom mycket långa mandibler, med tydlig tand vid basen av vardera skänkeln. Sitt svenska trivialnamn har arten fått av just denna tand.
Honan av spetssandbi är mycket svår att skilja från honan av batavsandbi.

## Ekologi
Spetssandbiet finns i obrukade sandtäkter, öppna skogar, skogsbryn och -gläntor, gärna på sandmark, vägkanter, floddalar och fruktträdgårdar.
Som många sandbin är arten födospecialist och tar endast pollen från videväxter. Den kan emellertid hämta nektar från ett flertal andra blommande växter, som korgblommiga växter (hästhov, maskrosor, alar (klibbal), videväxter (viden) samt rosväxter (plommonsläktet)
Arten flyger från tidigt i april till mitten av maj; i början av perioden patrulleringsflyger hanarna tätt över marken nära bona i jakt på honor. Bona grävs i lös sand, gärna på solexponerad mark utan vegetationstäcke (exempelvis vid djurbon eller stigar). Det kan förekomma att de anläggs i kolonier, nära varann, men det är ingen regel. De färdigbildade, vuxna individerna kommer fram ur pupporna i juli till augusti året efteråt.
Bona kan parasiteras av gökbiet videgökbi (Nomada leucophthalma).

## Utbredning
Arten finns i Europa och Centralasien från Brittiska öarna, Tyskland, Danmark och österut till Turkiet, Kaukasus och Kazakstan. I Europa når den söderut till Italien och Grekland.
I Sverige finns den endast i de södra landskapen (Skåne, Halland, Blekinge och Öland). I Finland saknas arten; tidigare uppgifter från Karelen har visat sig avse batavsandbi (A. batava); detsamma gäller troligen de baltiska staterna.

## Status
Internationella naturvårdsunionen (IUCN) har otillräcklig information om populationens utveckling, och klasssificerar arten under kunskapsbrist (DD).
Spetssandbiet var tidigare, fram till 2020, rödlistat i Sverige som nära hotad ("NT"), men förefaller ha hämtat sig de senare åren. Dock är arten värmeälskande, och är sannolikt påtagligt klimatkänslig. Röjning av näringsväxterna sälg och vide är troligtvis fortfarande en negativ faktor.